# 772

## Nașteri
- 6 februarie: Adrian I, papă al Romei (d. 795)

## Decese
- 24 ianuarie: Papa Ștefan al III-lea  (n. 720)